# José María Blanco
Pour les articles homonymes, voir Blanco.
José María Blanco est l'une des deux paroisses civiles de la municipalité de Crespo dans l'État de Lara au Venezuela. Sa capitale est El Eneal.

## Géographie

### Démographie
Hormis sa capitale El Eneal, la paroisse civile comporte un grand nombre de localités, dont :
- Agua Salada
- Agua Santa
- Cabudarito
- Castillero
- Colmenarez
- Cujisal
- El Bonito
- El Callao
- El Caño
- El Carrizal
- El Dasero
- El Eneal
- El Gallo
- El Guamal
- El Pegón
- El Guarapo
- El Toro
- La Peraceña
- La Rinconada
- Los Pocitos
- Las Veras
- Los Moraditos
- Luz de Tacarigüita
- Perapera
- Palo Negro
- Pico Pico
- Piedra Lisa
- Pueblo Nuevo
- Quebrada Abajo
- Tacarigüita
- Tamboral
- Tamboralito
- Tinajitas
- Tucuragua